# Nederland op het Junior Eurovisiesongfestival 2018
Nederland nam deel aan het Junior Eurovisiesongfestival 2018, dat in de Wit-Russische hoofdstad Minsk gehouden werd. Het was de 16de keer dat het land op het Junior Eurovisiesongfestival vertegenwoordigd werd. De selectie verliep via het Junior Songfestival. De AVROTROS was verantwoordelijk voor de Nederlandse bijdrage.

## Selectieproces
Voor het eerst sinds 2015 werden zowel het lied als de artiest gekozen in een live op televisie uitgezonden finale. Deze werd op 29 september 2018 uitgezonden vanuit de Oosterberg Buitensociëteit in Zutphen. Vier acts namen deel aan de finale. In de vakjury zetelden Maan, Buddy Vedder en Tommie Christiaan. De presentatie lag in handen van Romy Monteiro.

### Uitslag
| Volgorde | Plaats | Artiest    | Lied                     | Kinderjury | Vakjury | Publiek | Totaal |
| -------- | ------ | ---------- | ------------------------ | ---------- | ------- | ------- | ------ |
| 02       | 1      | Max & Anne | Samen                    | 12         | 10      | 12      | 34     |
| 01       | 3      | Remix      | What girls do            | 8          | 9       | 9       | 26     |
| 03       | 4      | Kiya       | Butterflies              | 9          | 8       | 8       | 25     |
| 04       | 2      | Anna       | Touch each other's heart | 10         | 12      | 10      | 32     |

## In Minsk
Max & Anne waren tijdens het Junior Eurovisiesongfestival als zesde van 20 deelnemers aan de beurt. Samen met hun dansers Idaila Voorn en Marc Vermeulen hebben ze opgetreden. Met het lied Samen eindigden ze namens Nederland op de dertiende plaats met 91 punten. 23 punten daarvan waren afkomstig van de vakjury's en de overige 68 van de televoting.

### Gekregen punten
| 12 punten | 10 punten   | 8 punten             | 7 punten            | 6 punten                    |
| --------- | ----------- | -------------------- | ------------------- | --------------------------- |
|           |             |                      |                     | - Armenië                   |
| 5 punten  | 4 punten    | 3 punten             | 2 punten            | 1 punt                      |
|           | - Frankrijk | - Australië - Israël | - Georgië - Rusland | - Oekraïne - Servië - Wales |